# Chaerophyllum borodinii
Chaerophyllum borodinii är en flockblommig växtart som beskrevs av Nicholas Michailovitj Albov. Chaerophyllum borodinii ingår i släktet rotkörvlar, och familjen flockblommiga växter. Inga underarter finns listade i Catalogue of Life.